# Mineville (Nueva York)
Mineville es un lugar designado por el censo ubicado en el condado de Essex en el estado estadounidense de Nueva York. En el año 2010 tenía una población de 1.269 habitantes.

## Geografía
Mineville se encuentra ubicado en las coordenadas 44°5′34.64″N 73°31′17.57″O / 44.0929556, -73.5215472.